# Knut Lindberg
Knut Andreas Lindberg (Göteborg, 2 febbraio 1882 – Göteborg, 6 aprile 1961) è stato un velocista, giavellottista e multiplista svedese.

## Biografia
Nel 1906 fu medaglia d'argento nel lancio del giavellotto stile libero ai Giochi olimpici intermedi, dove fu anche quinto nel pentathlon e sesto nei 100 metri piani.
Nel 1908 prese parte ai Giochi olimpici di Londra, ma raggiunse la finale solo nel lancio del giavellotto stile libero (fu invece eliminato durante le qualificazioni dei 100, 200 metri e della staffetta olimpica).
Nel 1912 partecipò ai Giochi olimpici di Stoccolma, conquistando la medaglia d'argento nella staffetta 4×100 metri con Sven Låftman, Knut Stenborg ed Evert Björn. Nei 100 e 200 metri piani non raggiunse la finale, venendo eliminato nelle fasi semifinali.

## Palmarès
| Anno | Manifestazione            | Sede      | Evento                              | Risultato     | Prestazione | Note  |
| ---- | ------------------------- | --------- | ----------------------------------- | ------------- | ----------- | ----- |
| 1906 | Giochi olimpici intermedi | Atene     | 100 metri                           | 6º            | n/d         |       |
| 1906 | Giochi olimpici intermedi | Atene     | Lancio del giavellotto stile libero | Argento       | 45,17 m     |       |
| 1906 | Giochi olimpici intermedi | Atene     | Pentathlon                          | 5º            |             |       |
| 1908 | Giochi olimpici           | Londra    | 100 metri                           | elim. qualif. | 11"2 s      |       |
| 1908 | Giochi olimpici           | Londra    | 200 metri                           | elim. qualif. | n/d         |       |
| 1908 | Giochi olimpici           | Londra    | Staffetta olimpica                  | elim. qualif. | 3'33"0      | [ 1 ] |
| 1908 | Giochi olimpici           | Londra    | Lancio del giavellotto stile libero | finale        | n/d         |       |
| 1912 | Giochi olimpici           | Stoccolma | 100 metri                           | elim. semif.  | 11"1 s      |       |
| 1912 | Giochi olimpici           | Stoccolma | 200 metri                           | elim. semif.  | 22"5        |       |
| 1912 | Giochi olimpici           | Stoccolma | Staffetta 4×100 metri               | Argento       | 42"6        |       |